# Varia de Palmi
El Varia Palmi es una fiesta católica, de carácter popular,  celebrada en Palmi en honor de "Nuestra Señora de la Sagrada Carta", patrona y protectora de la ciudad, el último domingo de agosto de cada cuatro años. El evento es la fiesta principal de la región de Calabria.
El Varia es un enorme carro sagrado que representa el universo y la Asunción de María. Sobre el carro alegórico, llevado sobre los hombros de 200 "mbuttaturi" (portadores) y con una altura de 16 metros, se colocan figuras humanas que representan a la Virgen María, Dios, los apóstoles y ángeles. Otro punto destacado es la procesión de la fe, el día antes del transporte de la Varia, la pintura de "Nuestra Señora de la Sagrada Carta" y el santuario de la "Cabello Sagrado".
El evento es parte de la red de la "Procesiones de estructuras colosales llevadas a cuestas", insertada en el año 2013 en la lista de la Unesco de los activos a ser protegidos como "Patrimonio Cultural Inmaterial de la Humanidad". Además, el evento fue catalogado como "patrimonio intangible" de las regiones de "Instituto Central de demoetnoantropologia" de Roma. El festival está organizado por la Ciudad de Palmi, bajo el patrocinio de la Provincia de Reggio Calabria, Calabria región y las instituciones religiosas.
Los orígenes de la fiesta de 1582, cuando el Senado de Mesina regaló un cabello de la Virgen María a la ciudad de Palmi, en agradecimiento por la ayuda prestada a la ciudad siciliana durante una plaga. Como resultado de este regalo, Palmi Mesina importó la tradición de celebrar la Asunción de María con una cuadriga votiva que representa el evento.
Desde 1900 la Varia ha tenido varios premios, entre ellos la portada de una edición de La Domenica del Corriere, emitir un sello postal producido por el Estado Casa de Moneda y se combina con una lotería nacional .
Además, el evento ha sido objeto de numerosos documentales y servicios de televisión emitidos en Rai 3 (2009) y Rete 4 (2006), así como transmisiones en vivo en las emisoras locales o satélite.
En los años en que se celebra el transporte de Varia, el último domingo de agosto es el único festival religioso de "Nuestra Señora de la Sagrada Carta".

## Fotografías

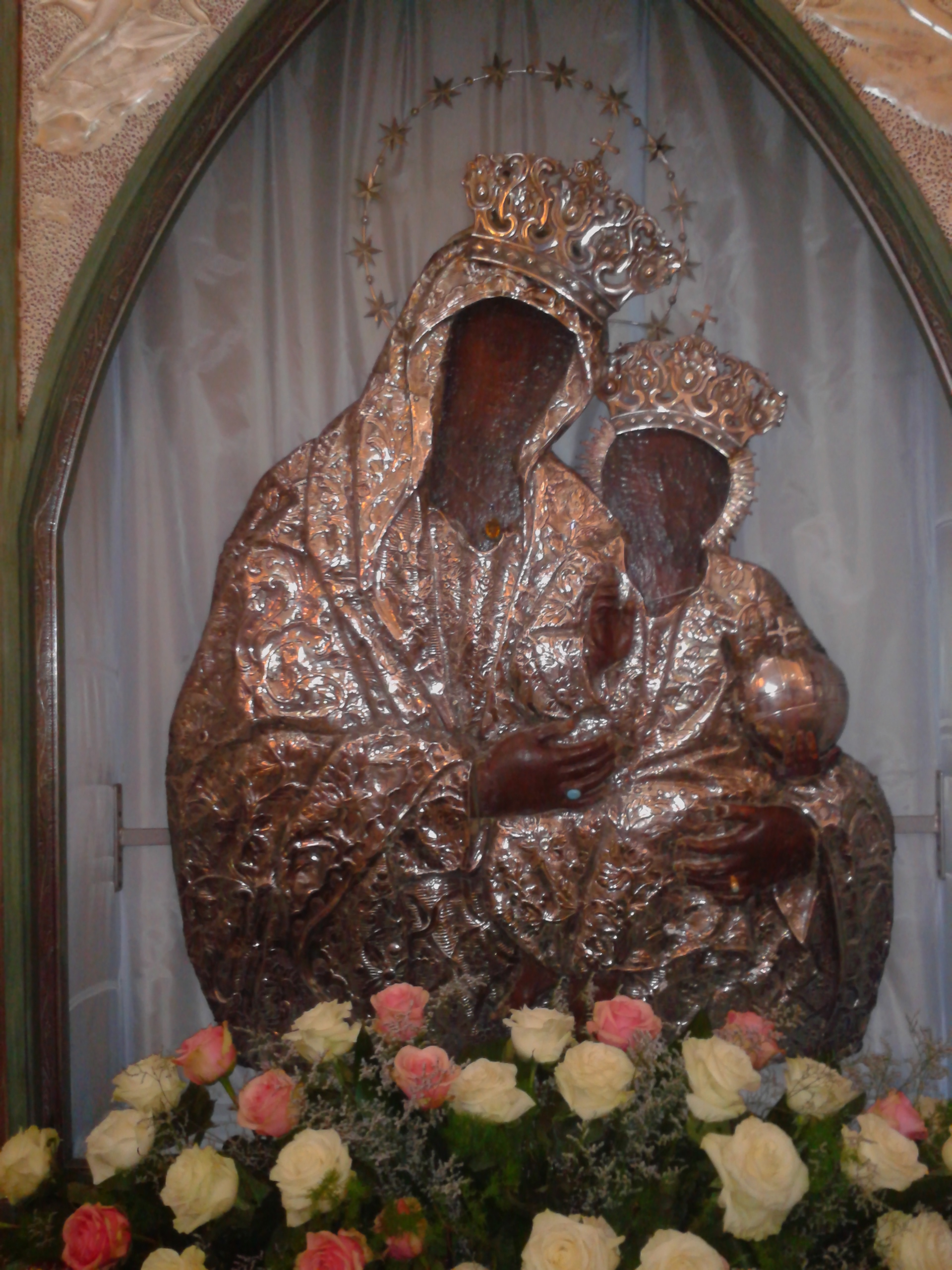
El icono bizantino de Nuestra Señora de la Sagrada Carta.
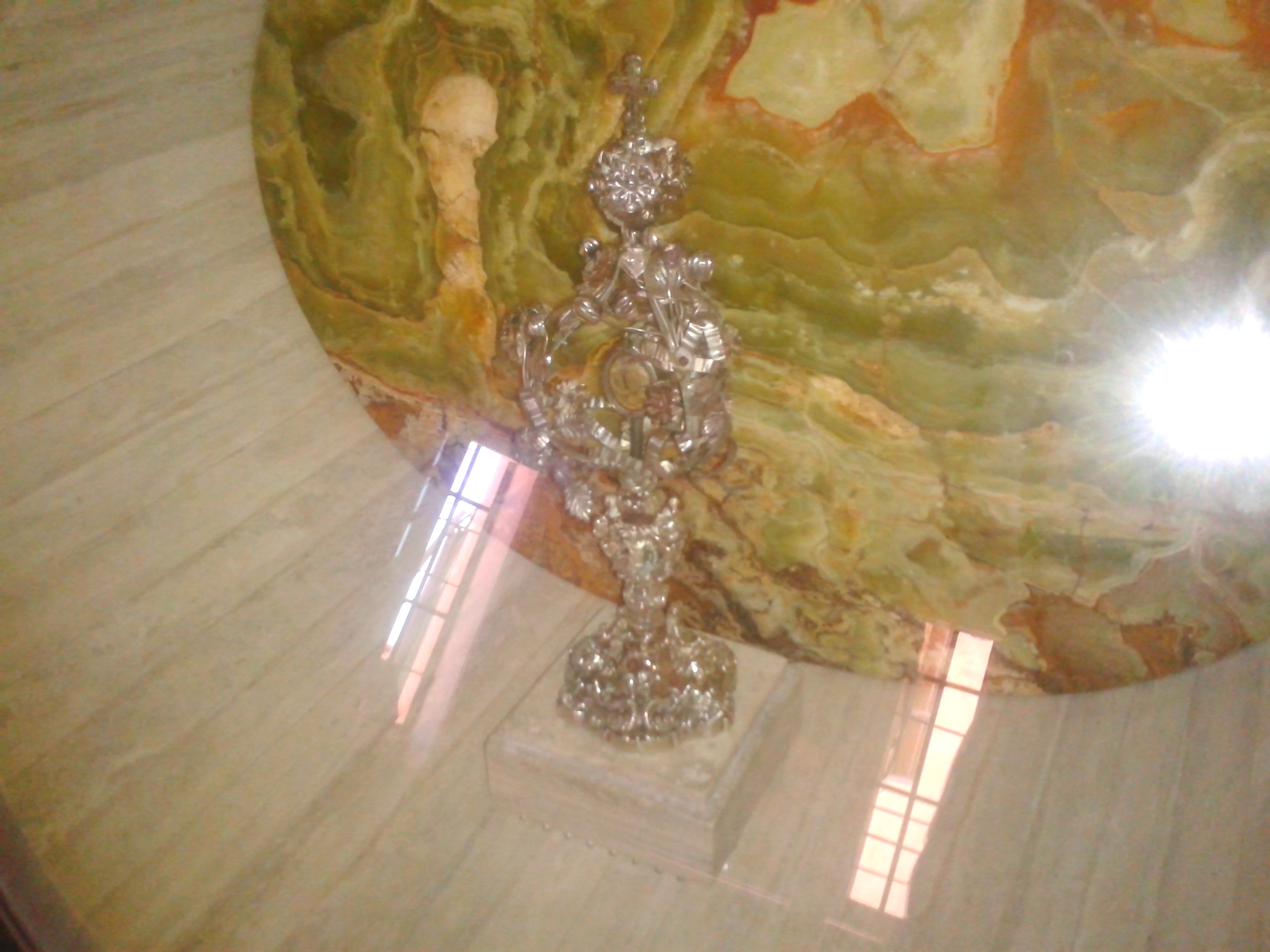
El relicario del Sagrado Pelo.
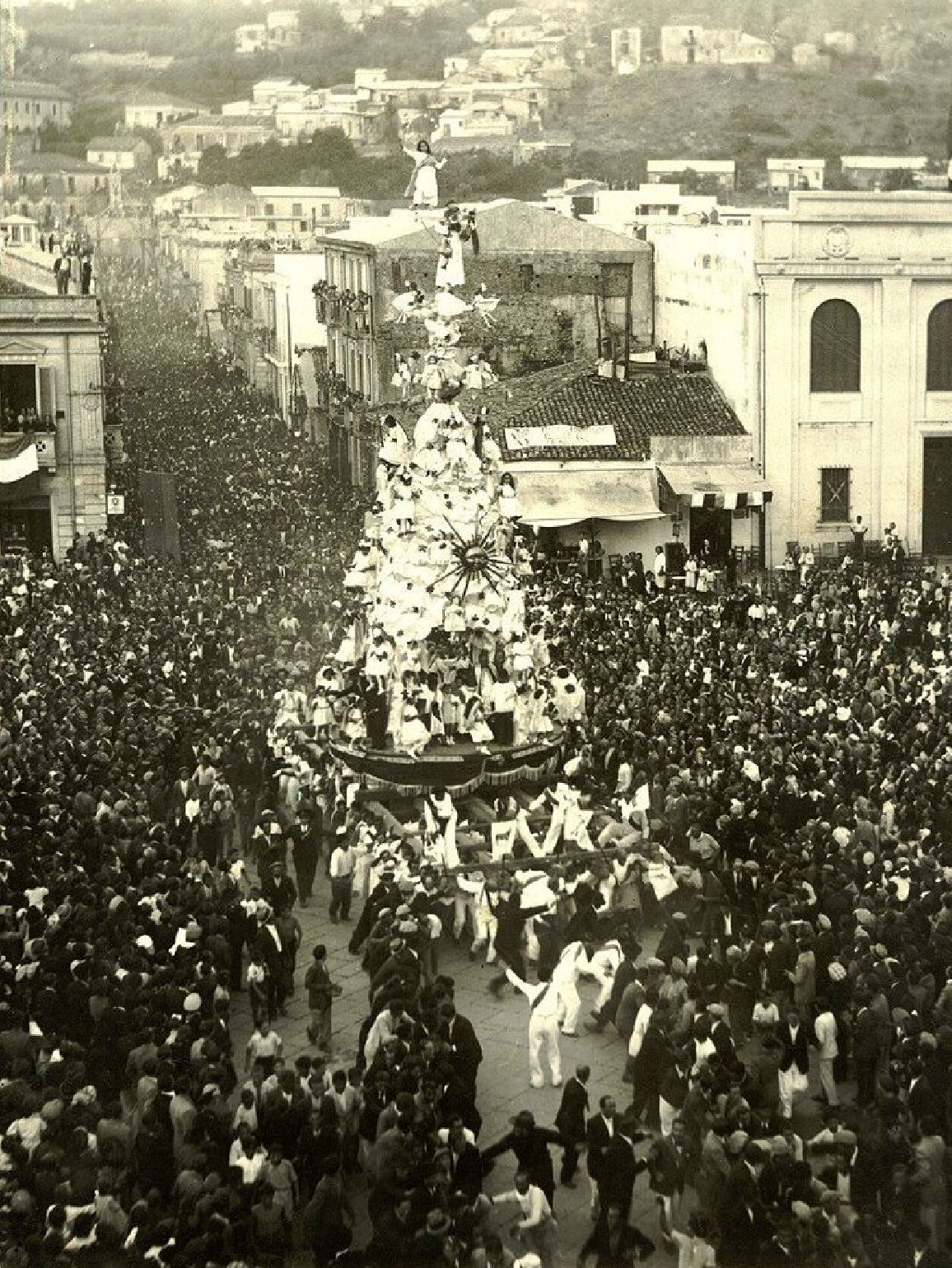
La varia de Palmi 1938.
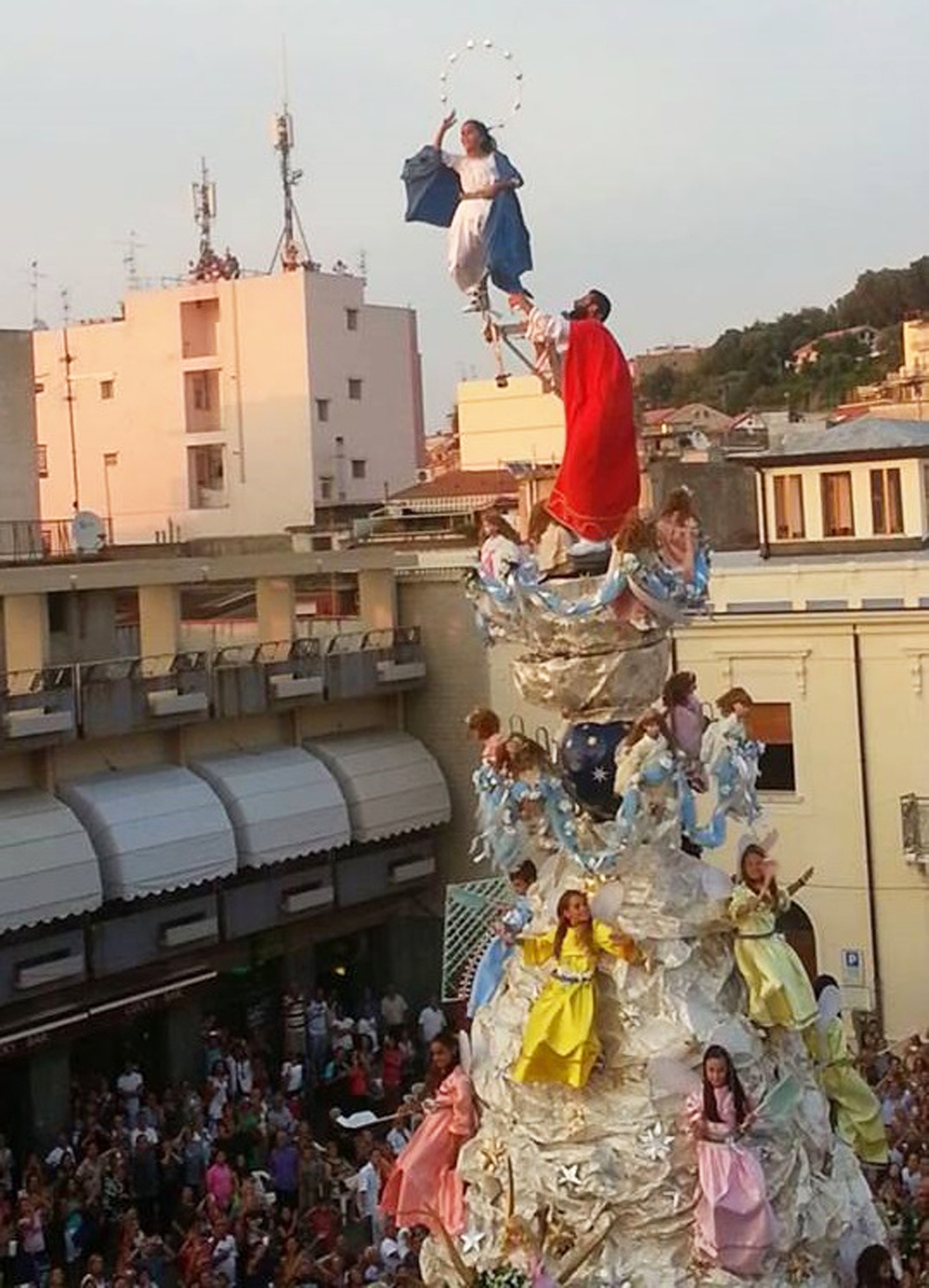
La varia de Palmi 2013.
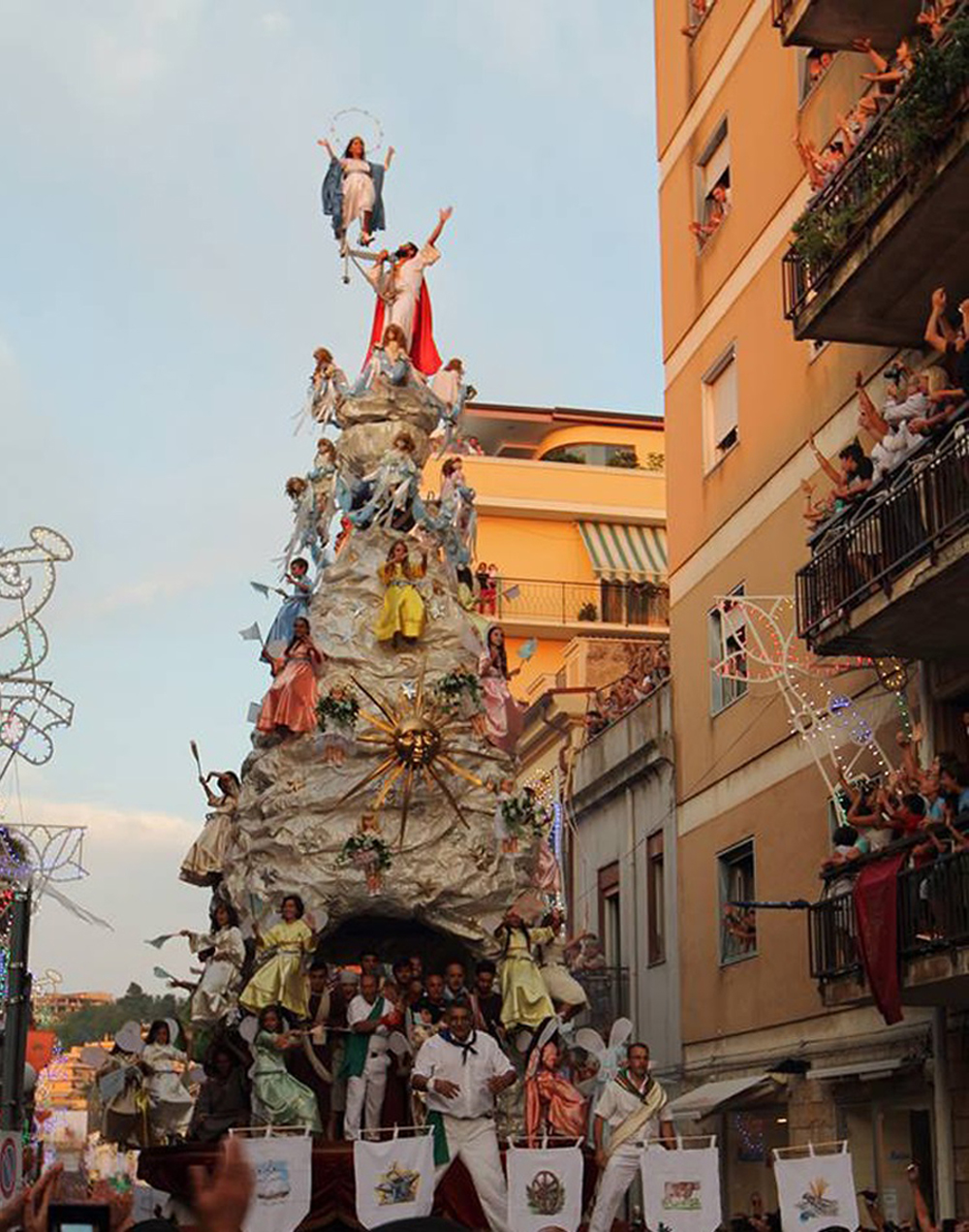
La varia de Palmi 2013.
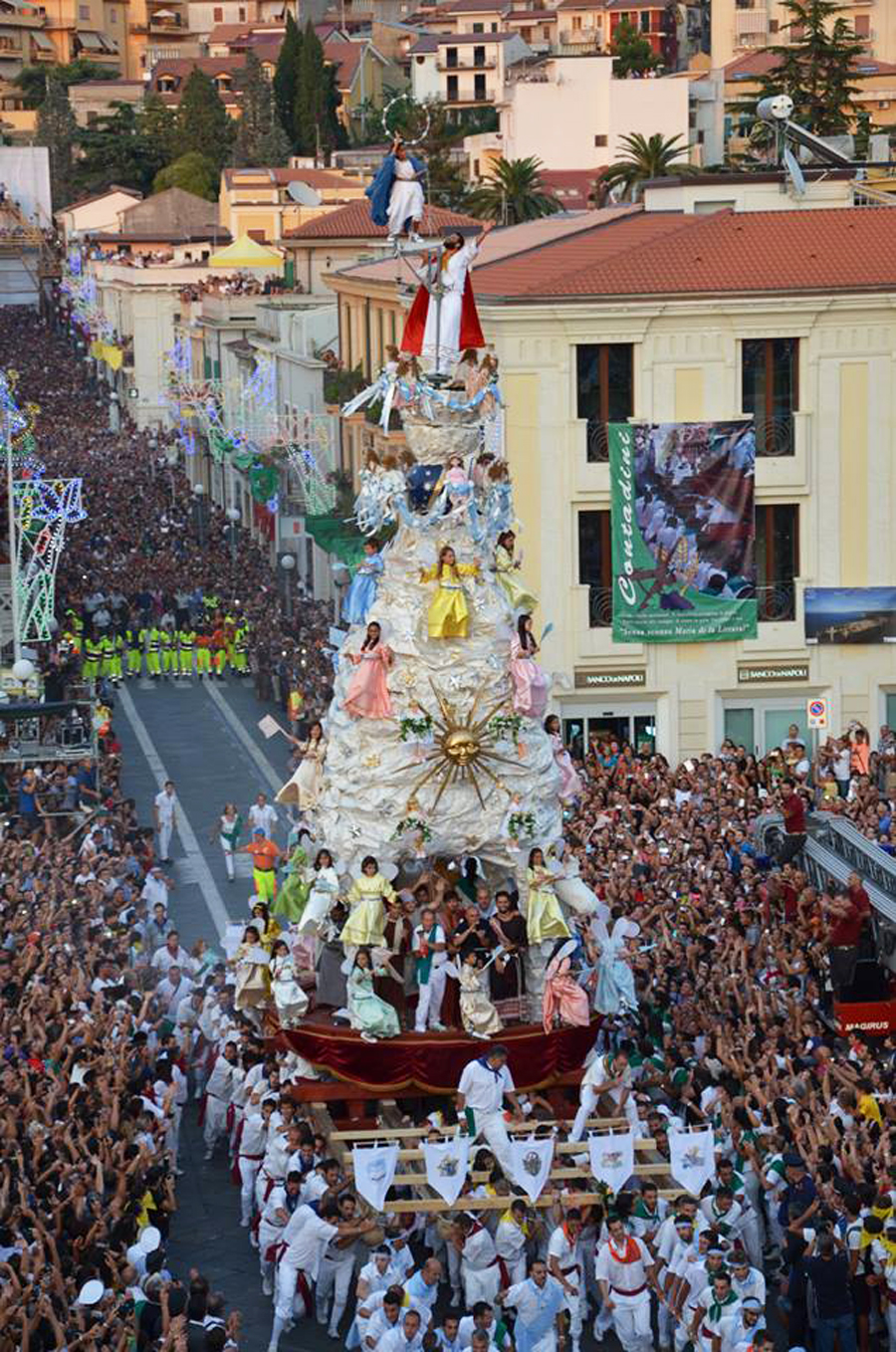
La Varia di Palmi 2013.
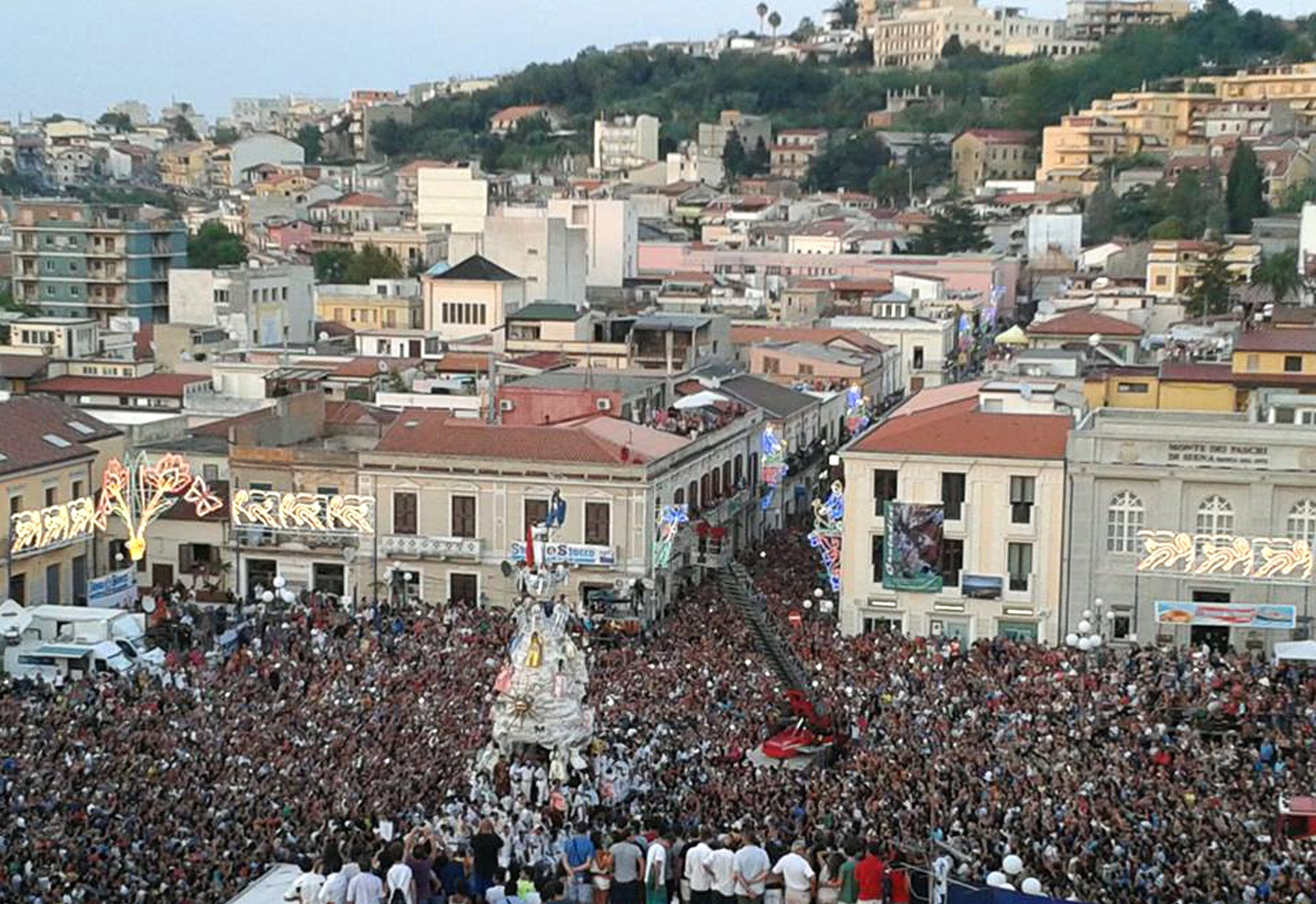
La Varia de Palmi 2013 la llegada a la plaza.
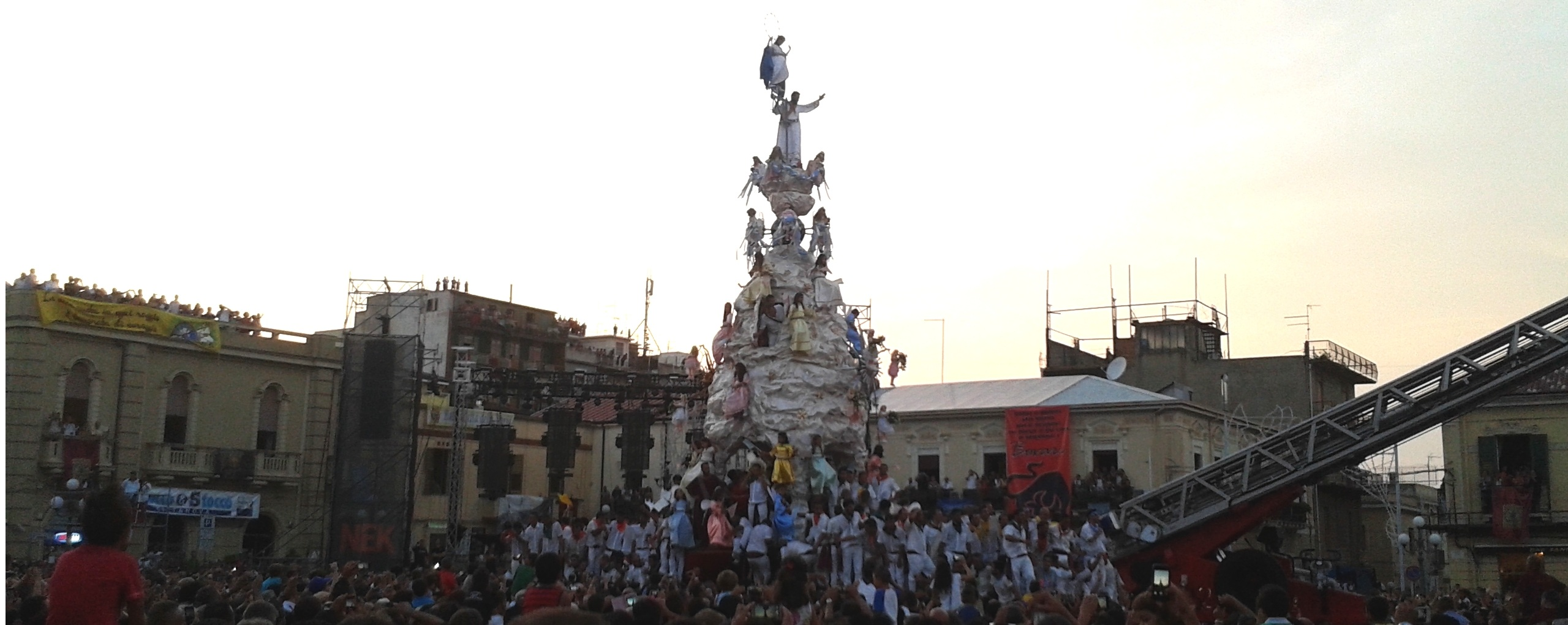
La Varia de Palmi 2013 la llegada a la plaza.